# Knema mamillata
Knema mamillata är en tvåhjärtbladig växtart som beskrevs av W.J.J.O. de Wilde. Knema mamillata ingår i släktet Knema och familjen Myristicaceae. Inga underarter finns listade i Catalogue of Life.